# Draga
Draga je dolina erozijskog podrijetla, koja uzanim morskim prodorom može biti vezana s morem. Potopljeni donji dijelovi doline čine zaljev ili zaton.
Kako Hrvatska ima veoma razvedenu obalu, tako ima i brojne drage, na primjer: Limska, Šibenska, Bakarska, Supetarska...

## Vanjske poveznice
- Limska draga Istarska enciklopedija
- Vranjska draga Istarska enciklopedija